# Sterbesakrament des Heiligen Hieronymus (Botticelli)
Das Sterbesakrament des Heiligen Hieronymus oder Das letzte Abendmahl des Heiligen Hieronymus (italienisch Comunione di san Girolamo, englisch The Last Communion of Saint Jerome) ist ein Gemälde des italienischen Renaissance-Meisters Sandro Botticelli. Es wurde um 1494–1495 geschaffen. Heute befindet es sich im Metropolitan Museum of Art, in New York City.

## Geschichte
Das kleinformatige Bild ist inspiriert von einem im Mittelalter verfassten, Hieronymus’ Mitbruder Eusebius von Cremona zugeschriebenen Brief, nach dessen Darstellung der heilige Hieronymus vor seinem Tod das letzte Abendmahl von Eusebius selbst erhalten habe. Die Wahl dieser Szene, die viel seltener gemalt wurde als die bekannte Darstellung von Hieronymus in seiner Bibliothek, wurde mit der Predigttätigkeit von Girolamo Savonarola in Florenz in Verbindung gebracht. Savonarola war zur Zeit der Erschaffung des Werkes in Florenz aktiv. Der Auftraggeber, der von einigen Historikern als der Florentiner Kaufmann und Politiker Francesco del Pugliese identifiziert wird, war ein Anhänger Savonarolas.
Das Motiv wurde ebenfalls von dem Bologneser Maler Agostino Carracci (heute in der Pinacoteca Nazionale di Bologna) und von Domenichino (Vatikanische Pinakothek) aufgegriffen.

## Darstellung
Das Bild ist in Tempera-Farben gemalt und nur wenig größer als eine Din A4-Seite. Es bietet den Blick auf das Innere der Einsiedlerhütte von Hieronymus, die vor einem lichten Himmel steht, der am Giebel und durch zwei große Fenster zu beiden Seiten (4 Felder) sichtbar ist. Die Hütte, eine Holzkonstruktion, ist innen mit Schilf- und Strohmatten verkleidet. In der Hütte sieht man zwei Gruppen von je drei Personen, die sich gegenüberstehen. Auf dem Altar an der Rückseite der Hütte stehen ein Kruzifix und drei Palmenwedel. An der Wand hängt der scharlachrote Kardinalshut mit den typischen Quasten, der zugleich durch die Zentralprojektion über dem Haupt des Hieronymus zu schweben scheint. Diese Darstellung nimmt die obere Hälfte des Bildes ein.
In der unteren Hälfte des Bildes steht vor dem Altar eine Liege mit einem Überwurf aus grobfaserigem Textil. Auf der rechten Seite kniet Hieronymus in weißem Gewand auf einem stoffreichen, weißen Tuch. Er wird gestützt von zwei Mönchen in dunkelbraunen Kutten und mit nackten Füßen.
Auf der gegenüberliegenden Seite steht in kostbarem Gewand der Bischof Eusebius, flankiert von zwei Ministranten mit hohen Kerzenleuchtern. Der Bischof trägt über einem langen weißen Rochett eine purpurne Kasel in Renaissanceform mit reichen Blau- und Goldstickereien sowie ein grünes Manipel. In der linken Hand hält er eine goldene Patene, mit der rechten reicht er dem Heiligen eine Hostie. Die Ministranten und einer der Mönchsbrüder tragen auf ihren tonsierten Köpfen den Pileolus.

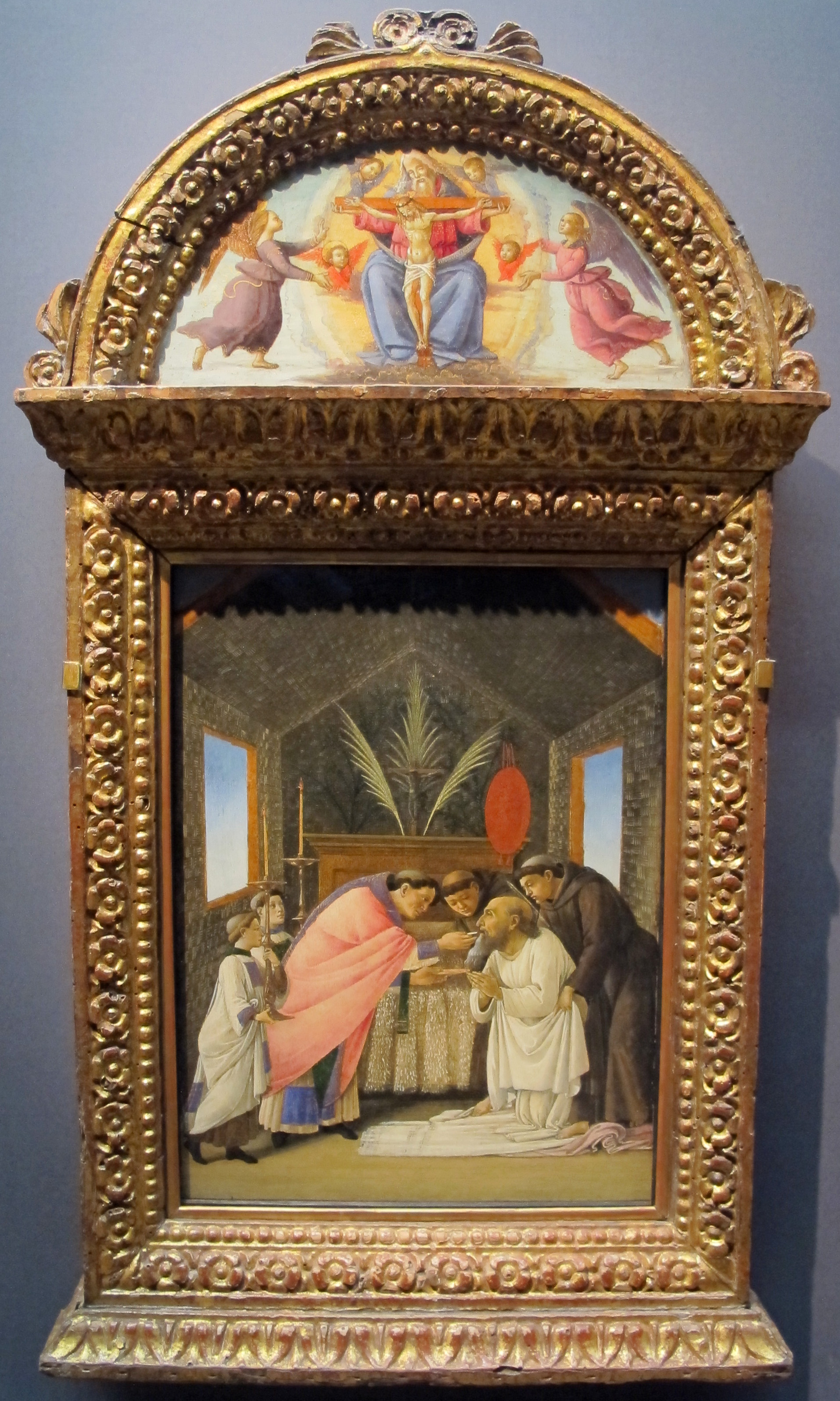

Die Darstellung ist symbolisch aufgeladen durch Aufteilung und Farbgebung des Gemäldes. Der Heilige wird durch seine helle Kleidung und den angedeuteten Heiligenschein schon der himmlischen Sphäre zugeordnet, wohin auch sein farblich dominanter Kardinalshut weist sowie die drei Palmwedel als Symbole des ewigen Lebens. Die vielfach wiederholte Dreizahl deutet die heilige Trinität an.
Das Gemälde, das in einen geschnitzten und vergoldeten, ädikulaartigen Rahmen aus der Werkstatt des Giuliano da Maiano gefasst ist, wird bekrönt durch ein Lünette, die von Botticellis Schüler Bartolomeo di Giovanni gemalt wurde. Dargestellt ist die Hl. Dreifaltigkeit in einer Mandorla zusammen mit zwei Engeln, Cherubim und Seraphim.